# Hanns Hörbiger
Johannes "Hanns" Evangelist Hörbiger (Atzgersdorf, 29 de novembre de 1860 – Mauer, 11 d'octubre de 1931) va ser un enginyer austríac de Viena amb arrels al Tirol. Va participar en la construcció del metro de Budapest i el 1894 va inventar un nou tipus de vàlvula essencial per als compressors que encara s'utilitzen àmpliament avui dia.
També se'l recorda avui dia per la seva pseudocientífica Welteislehre ("doctrina del gel mundial").

## Primers anys
Hanns Hörbiger va néixer a Atzgersdorf, un suburbi de Liesing, Viena, i va estudiar enginyeria al Col·legi Tècnic local.
El 1894 Hörbiger va tenir una idea per a un nou disseny de motor de bufat d'alt forn: va substituir les antigues vàlvules de solapa de cuir fàcilment danyades per una vàlvula d'acer. Obrint-se i tancant-se automàticament, i guiada de manera lleugera i sense fricció, la vàlvula de disc eliminava tots els inconvenients dels dissenys de vàlvules anteriors.
Hörbiger va registrar una patent per a la seva invenció, que va facilitar el camí per a una producció d'acer eficient i una major productivitat en la mineria. Química d'alta pressió i la xarxa global d'intercanvi de gasos: res d'això seria possible sense la vàlvula Hörbiger.
El 1900, Hanns Hörbiger i l'enginyer Friedrich Wilhelm Rogler van fundar una oficina d'enginyers a Budapest, que es va traslladar a Viena el 1903. El 1925 s'havia convertit en l'empresa Hörbiger & Co. Alfred Hörbiger, un dels fills de Hörbiger, es va incorporar a l'empresa el 1925 i va assumir la direcció, mentre que Hanns Hörbiger es va dedicar a l'estudi científic fins a la seva mort el 1931. Dos altres fills, Attila i Paul es van convertir en actors.
L'empresa es va desenvolupar ràpidament sota la direcció d'Alfred Hörbiger: es va posar en servei una planta de producció a Viena i es va establir una empresa afiliada a Düsseldorf. Hörbiger es va expandir a Anglaterra i va concloure nombrosos acords de llicència amb els principals fabricants de bufadors de pistó, compressors i motors dièsel per a vaixells a Europa i Amèrica del Nord.
L'èxit va ser impulsat per l'originalitat i el geni inventiu. La vàlvula de disc es va tornar més sofisticada: Hörbiger va desenvolupar vàlvules d'alta pressió o elevació, sistemes de control de compressors i plaques d'amortiment. El 1937, el 98% de la producció es destinava a l'exportació. El nom Hörbiger s'havia convertit en una marca registrada fiable en tecnologia de vàlvules i control per a compressors. A partir del 2017, l'empresa d'enginyeria fundada per Hanns Hörbiger encara existeix com a HOERBIGER i és un important proveïdor de tecnologia de compressió.

## Welteislehre
Avui dia, Hörbiger és recordat principalment per la seva Welteislehre ("Doctrina del gel mundial"), que va presentar per primera vegada al llibre de 1913, Wirbelstürme, Wetterstürze, Hagelkatastrophen und Marskanal-Verdoppelungen, escrit en col·laboració amb l'astrònom aficionat Philipp Fauth. Segons aquesta teoria, el gel constituïa la major part de la matèria de l'univers. Les teories de Hörbiger van ser popularitzades posteriorment per H.S. Bellamy, i va influir en Hans Robert Scultetus, cap de la Pflegestätte für Wetterkunde (Secció de Meteorologia) de les SS-Ahnenerbe, que creia que la Welteislehre es podia utilitzar per proporcionar prediccions meteorològiques a llarg termini precises.

## Occidental

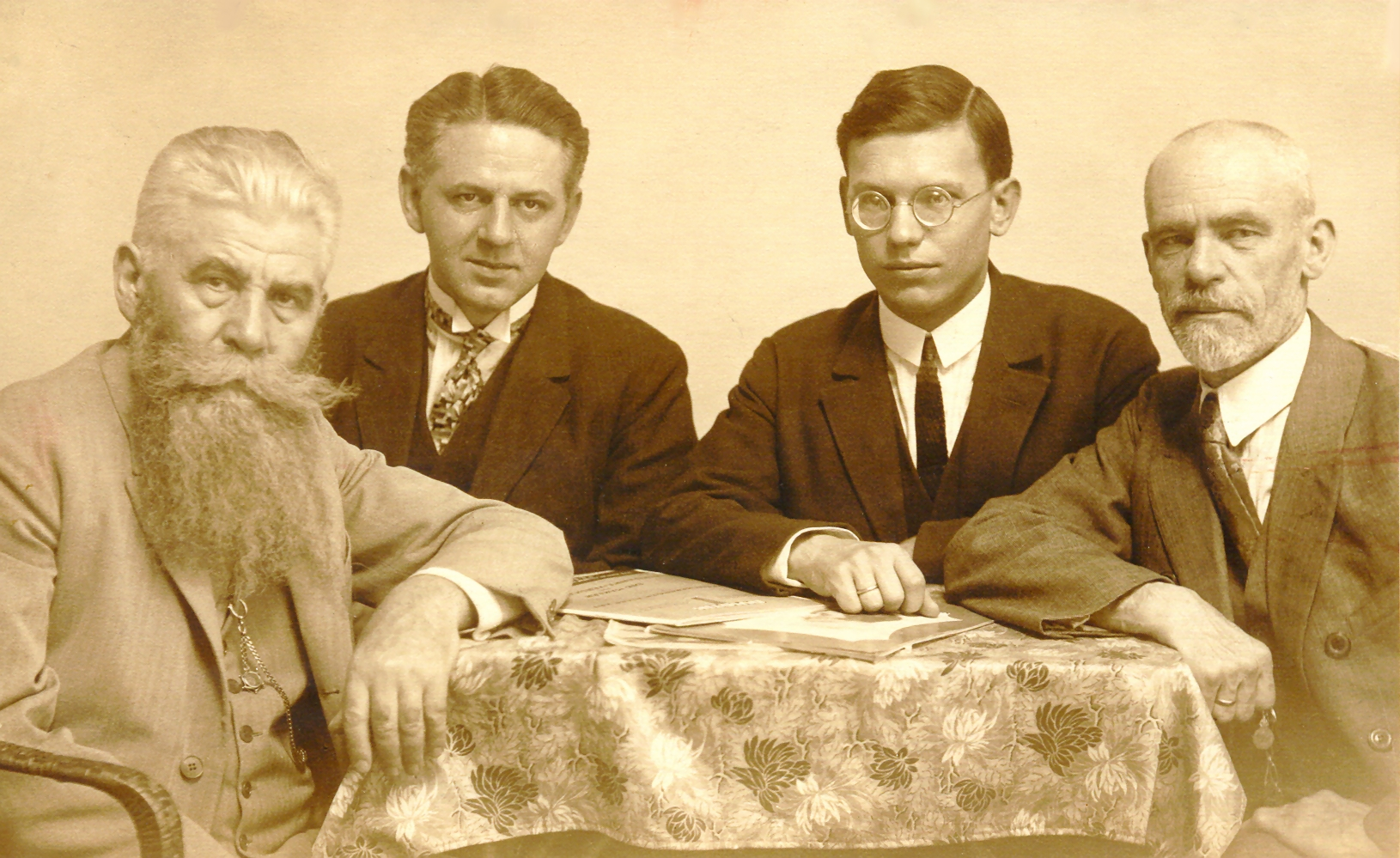
Hörbiger (esquerra) assegut en una conferència per Occidental juntament amb Edgar de Wahl (dreta), el creador de la llengua, i el seu fill Hans Robert (centre esquerra).

Hörbiger va ser un dels primers partidaris i patrocinadors financers de la llengua planificada Occidental, ara coneguda oficialment com a Interlingue. El seu suport financer va ser fonamental per permetre que la principal publicació d'Occidental Cosmoglotta "guanyés un cercle de lectors malgrat la crisi econòmica" durant el període en què la seva oficina editorial estava ubicada a Viena. Els seus fills Hans Robert Hörbiger i Alfred també van contribuir a Cosmoglotta i eren occidentalistes.

## Família
Dos dels fills de Hörbiger, Paul i Attila, van ser ídols de matinée durant els anys d'entreguerres, i la néta de Paul Hörbiger Mavie Hörbiger també es va convertir en una actriu cèlebre. Els seus dos altres fills es van dedicar a promoure la teoria del seu pare. La més coneguda de les actuals generacions de Hörbiger és la filla d'Attila Christiane.

## Honors
El cràter Deslandres a la Lluna va ser designat Hörbiger per Philipp Fauth a la seva carta lunar privada; posteriorment va rebre el nom oficial de Deslandres, després d'un suggeriment d'E. M. Antoniadi el 1942, que va ser aprovat a l'Assemblea General de 1948 de la Unió Astronòmica Internacional. El nom Hörbiger encara es veu al mapa lunar Hallwag fet per Hans Schwarzenbach. Existeix un segell que el representa.